# 枇杷桥
枇杷桥，有时误作琵琶桥，是一座位于中国广东省惠州市惠城区的桥梁，连接西湖点翠洲与枇杷洲，始建于1963年。现今的桥梁于2007年底重建，并于2008年1月基本完工。

## 构造
现今的枇杷桥为惠城区的一条横跨西湖的桥梁，长14.5米，宽4.1米。桥孔在水中的倒影犹如月亮，宽2米，水位正常时与水面的落差为2.45米。桥梁主体为钢筋混凝土结构，桥身铺设浅灰色花岗岩，栏杆、抱鼓石等部分亦应用了花岗岩材料。

## 历史
1963年，惠州西湖管理委员会在枇杷桥现时的位置修筑了最早的桥梁，为钢筋混凝土拾级风景桥，长10米，宽3.1米；桥孔宽2米，高1.65米；两侧桥身的材质均为水涮石。2007年，由于该桥的桥孔被指不便于大中型游船的通行，该桥随惠州西湖平湖美化工程的实施而进行重建，至2008年1月初基本竣工。